# Hamburg-Bramfeld
Bramfeld ist ein Stadtteil Hamburgs im Bezirk Wandsbek. Der Stadtteil umfasst etwa 53.000 Einwohner. Zu Bramfeld gehört auch das ehemalige Dorf Hellbrook. Das damalige Dorf Bramfeld wurde erst 1937 zu einem Hamburger Stadtteil.

## Geografie

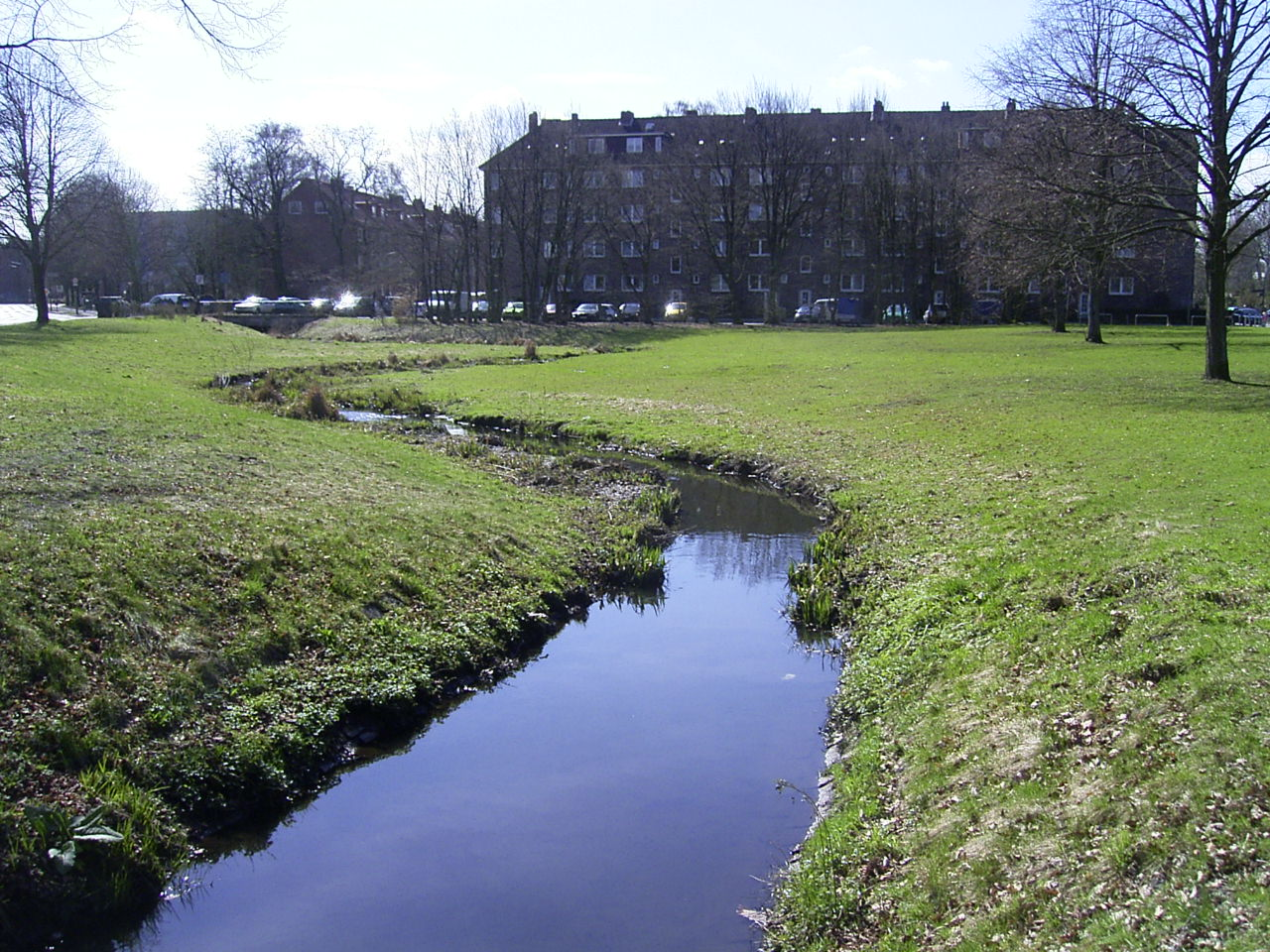
Seebekaue als Grenze zu Barmbek-Nord.

### Geografische Lage
Bramfeld liegt im Nordosten Hamburgs beiderseits der ehemaligen B 434, die in diesem Abschnitt Bramfelder Chaussee heißt, und ist mit knapp 50.000 Einwohnern einer der bevölkerungsstärksten Stadtteile der Hansestadt.
An Bramfeld grenzen folgende Stadtteile: Im Norden Wellingsbüttel und Sasel, im Osten Farmsen-Berne, im Süden Wandsbek (alle Verwaltungsbezirk Wandsbek) und Barmbek-Nord und im Westen Steilshoop (Verwaltungsbezirk Wandsbek) und Ohlsdorf (Verwaltungsbezirk Hamburg-Nord).
Am Rande Bramfelds, bereits in Steilshoop, liegt der Bramfelder See. Die Seebek und die Osterbek fließen am Rande des Stadtteils, wobei die Seebek, die früher auch Grenzbach genannt wurde (vgl.: Grenzbachstraße), auf dem Großteil ihres Laufes die Grenze zu Barmbek-Nord bzw. Steilshoop bildet, während die Osterbek vielerorts die Begrenzung zu Wandsbek und Farmsen-Berne darstellt.

## Geschichte

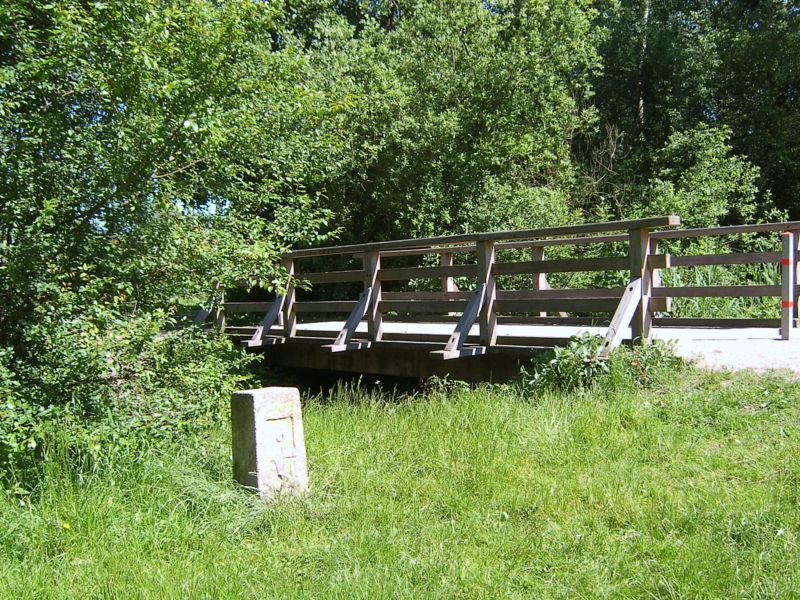
An der Berner Au:
Grenzstein zwischen dem ehemals preußischen Bramfeld und der hamburgischen Exklave Farmsen-Berne.

Die erste urkundliche Erwähnung Bramfelds stammt aus dem Jahr 1271. Damit fällt die Entstehung des Ortes in die Zeit der Ostkolonisation, als Heinrich der Löwe die Slawen zurückdrängte, die Stadt Lübeck neu gründete, und mit der Hanse ein Wirtschaftsaufschwung im Raum Hamburg für aufstrebende Verhältnisse sorgte. Der Ortsname Bramfeld verweist mit seiner ersten Silbe auf den gelb blühenden Ginsterbusch – altdeutsch Bra(a)mbusch –, der typisch für die Heide- und Moorlandschaft der Gegend war. Diese Pflanze ist auch im Bramfelder Wappen zu sehen. Die Endung Feld deutet auf die Anlage des Dorfes in einem waldfreien Gebiet, eben der Bramfelder Heide, hin.
Im Bauerndorf Bramfeld lebten im 15. Jahrhundert zehn Hufner, das waren Bauern, die so viel Land besaßen, dass sie davon eine Familie ernähren konnten. Sie bestellten gemeinsam die Felder. Es gab einen Bauernvogt, der den Ort verwaltete und dem dafür verschiedene Privilegien eingeräumt wurden. Er hatte das Recht zu brauen, zu brennen und eine Schankwirtschaft zu betreiben. Außerdem stand ihm das Fischereirecht am Bramfelder See zu. Auf seinem Hof befand sich auch die Zollstelle.
Die Bauerndörfer wurden damals oft von ihren Landesherren an Klöster, Adelige oder Kaufleute verpfändet und mussten sowohl an den Landes- als auch den Pfandherren Abgaben leisten. Landesherren über Bramfeld waren die Grafen von Holstein, die das Dorf wechselnden Geldgebern überließen.
Im 15. Jahrhundert ergab sich für die Stadt Hamburg die Möglichkeit, ihr Gebiet auszudehnen und einige Ortschaften im Norden und Osten auf Dauer in Besitz zu nehmen. Im 16. Jahrhundert, als während der Reformation der Besitz vieler Klöster aufgelöst wurde, konnte Hamburg seinen Einflussbereich noch einmal ausweiten und so bekannte spätere Stadtteile wie Eppendorf oder Barmbek in sein Gebiet einbeziehen. Die Gelegenheit, im 17. Jahrhundert weitere Gebiete im Umland zu erwerben, ließ die Hansestadt vorbeiziehen. So verblieb Bramfeld in Holstein und entwickelte sich vor den Toren Hamburgs allmählich zum Handwerker- und Bauerndorf. Für Hamburg war Bramfeld lange Zeit wichtiger Gemüselieferant. Die Bauern des Ortes hatten mit erbrachten Fuhrgeschäften einen Nebenverdienst, denn durch Bramfeld führte eine wichtige Handelsstraße von Hamburg nach Lübeck.
1663 wurde in Bramfeld die erste Brandgilde Stormarns gegründet.
Im 18. Jahrhundert kam die große Landreform. Die Ländereien der Gemeinden wurden vermessen und den einzelnen Bauern als Privatbesitz zugeteilt. Das führte zu wirtschaftlichem Wachstum. Hatten die Bauernfamilien bis dahin weitgehend als Selbstversorger gelebt, so entstanden jetzt neue Berufszweige auf dem Dorf. Schmiede, Hirten, Rademacher, Schuster und Schneider waren die ersten in Bramfeld, im 19. Jahrhundert folgten dann Zimmerer, Bäcker, Schlachter, Maler, Maurer und viele andere. Das Dorf wuchs. Zu den zehn Höfen, die entlang der Dorfstraße und um den Dorfplatz lagen, kamen neue Gebäude hinzu. Die Bebauung der Hauptstraße dehnte sich weit nach Süden und Norden aus. Neue Straßen wurden parallel und quer zu dem alten Dorfkern angelegt. Die Zollstelle wurde nach Hellbrook, dem südlichen Teil Bramfelds, direkt an die Grenze nach Hamburg-Barmbek verlegt.
In der Aussicht auf gute Geschäfte parzellierten viele Bauern ihr Land und verkauften es. Zum Beispiel an die Stadt Hamburg, die 1913 den Ohlsdorfer Friedhof erweitern wollte, an bauwillige Einzelpersonen, an Gewerbebetriebe und vor allem an Gärtnereien. 1866 siedelte sich der erste Gärtner in Bramfeld an. Ihm sollten Dutzende folgen. Nach dem Ersten Weltkrieg war Bramfeld das größte Gemüseanbaugebiet in Deutschland nach den Vier- und Marschlanden. Die Kohl- und Rhabarberfelder, die sich zu beiden Seiten der Bramfelder Chaussee von der Barmbeker Grenze bis zur Ortsmitte bei der Osterkirche erstreckten, waren für einige Jahrzehnte das Markenzeichen Bramfelds.

### Anwachsen an Hamburg

Bramfeld 1903

Als im 19. Jahrhundert Hamburg von preußischem Gebiet eingeschlossen wurde, entstand durch die dicht um die freie Stadt Hamburg liegenden preußischen Städte Altona, Wandsbek und Harburg eine starke Konkurrenz um die Vorherrschaft im Unterelbegebiet. Das kleine Bramfeld lag mitten dazwischen und gehörte seit 1867 zum preußischen Schleswig-Holstein, dem Kreis Stormarn zugeschlagen. Vorher gehörte das Dorf zum Herzogtum Holstein-Gottorp und blieb von 1460 bis 1864 fast immer unter dänischer Verwaltung. Der Amtssitz war Trittau, von 1889 bis 1910 Poppenbüttel, ab 1910 gab es den eigenen Amtsbezirk Bramfeld, (dem Steilshoop verwaltungsmäßig angehörte).
Von Hamburg und Wandsbek etwa gleich weit entfernt wollten sich die Bramfelder gerne von Hamburg eingemeinden lassen, zumal das im Osten an Bramfeld grenzende Farmsen ja auch zu Hamburg gehörte. Das aber ließ Preußen nicht zu. Am Anfang des 20. Jahrhunderts wurde die Situation immer weniger haltbar. Hamburg war mit seiner Grenze direkt an Bramfelder Gebiet herangewachsen. Bramfeld wurde in die Entwicklung des großstädtischen Ballungsgebietes hineingezogen. Seine Bevölkerung wuchs sprunghaft an, ebenso sprunghaft stiegen die Kosten für die Gemeindekasse. Aufgaben der Stadtentwicklung, der Nahverkehrsplanung und der Anlage einer Kanalisation und Trinkwasserversorgung standen auf der Tagesordnung, konnten in dem Kompetenzwirrwarr und den unterschiedlichen politischen Interessen zwischen Preußen und der Freien und Hansestadt aber nicht gelöst werden. Hamburg baute die Kanalisation aus, U- und S-Bahntrassen, die Bramfeld nicht miteinbezogen. Bis heute fehlt Bramfeld der oft versprochene U- bzw. S-Bahnanschluss. An die zentrale Kanalisation und Trinkwasserversorgung wurde Bramfeld erst nach dem Zweiten Weltkrieg vollständig angeschlossen. Obwohl schon 1914 der Straßenbahnanschluss von Bramfeld weitgehend vorbereitet war, wurde erst 1948 diese Verbindung (mit der Linie 9) gebaut.
1937 setzte sich Hamburg im Kampf um die Vormachtstellung im Unterelberaum durch: Im Zuge des Groß-Hamburg-Gesetzes kamen Bramfeld und Steilshoop zu Hamburg. Nach dem Krieg wurde Bramfeld endlich in die zentrale Hamburger Stadtplanung einbezogen. Dieser Vorteil wurde teuer bezahlt. Bramfeld verlor sein eigenes Gesicht, die kulturellen Einrichtungen – Kinos, Gastwirtschaften, Tanzsäle und Bühnen – erlebten einen Niedergang zugunsten der Einrichtungen in Hamburgs Zentrum. Die Gärtnereien machten Wohnsiedlungen Platz, der Dorfteich wurde zugeschüttet, die Strohdachhäuser abgerissen, um Platz für größere Neubauten zu schaffen, und die Bramfelder Chaussee wurde auf vier Spuren erweitert. Der Verkehr nahm rasant zu. Von 1949 bis 2007 bestand in Bramfeld ein eigenes Ortsamt, das auch für den Stadtteil Steilshoop zuständig war.
Seit den achtziger Jahren wird darüber nachgedacht, wie man Bramfeld attraktiver machen, sein Zentrum stärker betonen könnte. Klar ist, dass Bramfeld eine Zwischenstadt bleiben wird, mit allen Vor- und Nachteilen, die dazugehören. Zu den Nachteilen gehören vor allem die laute Durchgangsstraße und vielfältige städtebauliche Missstände. Zu den Vorteilen zählen das viele Grün, die Wohnsiedlungen mit ihren unterschiedlichen Wohnqualitäten und die gute Infrastruktur im Bereich Schulen und Kindergärten.

### Bramfeld in der Zeit des Nationalsozialismus
Im Rahmen des Hamburger Aufstandes der KPD wurde am 23. Oktober 1923 die Polizeiwache überfallen und die dort liegenden Waffen erbeutet. Mit dem Groß-Hamburg-Gesetz von 1937 kam Bramfeld zu Hamburg und wurde mit Bildung der Verwaltungsbezirke dem Bezirk Wandsbek zugeschlagen.
Im März 1933 übernahmen SA und NSDAP-Mitglieder die Macht in Bramfeld, obwohl SPD und KPD über eine Mehrheit von zwei Dritteln der Wählerstimmen verfügten. Die Nationalsozialisten ernannten den 32-jährigen Diplom-Agrarwissenschaftler Joachim Caesar zum Bürgermeister, der NSDAP-Gauredner in Schleswig-Holstein war und später Karriere bei der SS gemacht hat (zuletzt war er Obersturmbannführer im KZ Auschwitz). Am 19. August 1933 fand der so genannte Propagandamarsch der Nationalsozialisten durch Bramfeld statt, zu dem SPD- und KPD-Angehörige zum Spießrutenlauf genötigt wurden. Ein Aufgebot von 100–200 SS-, SA- und NSDAP-Mitgliedern hatte ungefähr 20–30 Sozialdemokraten und Kommunisten aus ihren Wohnungen geholt, ihnen Schilder mit der Aufschrift „Wir Kommunisten sind Schweine“ und „Wir lernen Ordnung“ in die Hände gedrückt und sie zum Mitkommen gezwungen. Sie mussten Propagandazettel der Nationalsozialisten verteilen und man zwang sie, nationalsozialistische Lieder mitzusingen. Wenn sie nicht sangen oder nicht laut genug „Heil Hitler“ riefen, wurden sie von den Nationalsozialisten geschlagen und getreten, so dass einige der Misshandelten zusammenbrachen. Der Marsch führte die heutige Bramfelder Chaussee entlang, bis zum Hildeboldtweg, über Mützendorpsteed, Herthastraße und wieder die Bramfelder Chaussee zur Owiesenstraße, Fabriciusstraße, Bauernrosenweg und zurück zum Gasthof Klempau gegenüber der Osterkirche. Dort hielt der Ortsgruppenleiter der NSDAP, Emil Kaiser, eine Ansprache, in der er laut Berichten von Augenzeugen gesagt haben soll, dass die Zwangsteilnehmer heute noch mit einem blauen Auge davongekommen seien, man sie aber auch hätte totschlagen können.

### Holocaust-Gedenktag 2001
Am Holocaust-Gedenktag am 27. Januar 2001 erinnerten Bramfelder an die Gräueltaten der Nazis auch in Bramfeld und demonstrierten auf der „historischen Route“ gegen Fremdenfeindlichkeit und Intoleranz. Aufgerufen zu dieser Demonstration hatten die Stadtteilkonferenz Bramfeld und die Koordinierungskonferenz Steilshoop zusammen mit den Bramfelder Kirchen, den Schulen, den Parteien, der VVN und vielen anderen. Dass der Neonazi Christian Worch mit seinen Anhängern für den gleichen Tag einen Marsch durch Bramfeld plante, rief bei den Bürgern Empörung und Proteste hervor. Nach Verbot und erneuter Eingabe von Worch verfügte das Verwaltungsgericht Hamburg eine Verschiebung auf den darauf folgenden Tag. Die Demonstration auf der historischen Route, an der mehr als 1500 Bramfelder und Steilshooper teilnahmen, endete mit einer Abschlusskundgebung auf dem Marktplatz an der Herthastraße. Beim Neonazi-Aufmarsch am folgenden Tag kam es zu lautstarken Protesten und an der Osterkirche läuteten die Glocken, so dass die Polizei den vorzeitigen Abbruch dieses Marsches in Höhe Dorfplatz anordnete.

### Umgestaltung des Ehrenmals
Eine Umgestaltung des Ehrenmals am Alten Teich in Bramfeld soll 2023 begonnen werden. Das 1935 im Geiste des Nationalsozialismus errichtete Kriegerdenkmal für die Opfer des Ersten Weltkrieges von 1914 bis 1918 verherrlicht Krieg und Gewalt. Hierfür steht unter anderem der heroische Soldat in der Mitte des Denkmals. Mit der Neugestaltung soll ein Mahnmal und Begegnungsort für den Frieden entstehen.

### Chronologischer Abriss
Um 1100Gründung als stormarnsches Dorf im Rahmen der Kolonisierung durch Heinrich den Löwen / Vorangegangen waren Christianisierung und Vertreibung der Slawen / Es gab 10 Bauernstellen, einen Bauernvogt, das Dorf wirtschaftete in Allmende (gemeinschaftliche Bearbeitung der Äcker)
1271Erste urkundliche Erwähnung als abgabenpflichtiges Dorf gegenüber dem Hamburger Domkapitel / Abgaben in Form von Naturalien und Diensten
1460–1863Vorwiegend unter dänischer Verwaltung / Durch Kriege und Seuchen wurden die bei Bramfeld liegenden Dorfgemeinschaften Klein-Bramfeld, Haldesdorf und Rokesberg verwüstet / Nach Ende des Dreißigjährigen Krieges erhöhten die Bramfelder Bauern die Zahl ihrer Äcker von 7 (1708) auf 12 (1750)
1772Verkoppelung und Ablösung der Allmendewirtschaft / 251 Einwohner / Außer den 10 Bauernfamilien zählten auch Handwerker und Tagelöhner zu den Dorfbewohnern / Durch die Möglichkeit des Landverkaufs entstanden viele kleinere Bauernstellen
1848–1864Nationale Fragen und die Forderungen nach einem Parlament erschütterten die Region / Schleswig-Holstein-Konflikt endete mit dem Sieg Preußen-Österreichs über Dänemark
1867Bramfeld kam unter preußische Verwaltung und bildete mit Poppenbüttel einen Amtsbezirk im Rahmen des Kreises Stormarn mit Landratsamt in Wandsbek / Die landwirtschaftlichen Flächen wurden immer weiter aufgeteilt / Die ersten Gärtner siedelten sich in Bramfeld an
19001506 Einwohner / Das Dorf ist zur Vorstadt geworden / Der Ortsteil Hellbrook wuchs an Barmbek heran / Mehr Gärtnereien als bäuerliche Betriebe in Bramfeld
19103429 Einwohner / Bramfeld bildete mit Steilshoop zusammen einen eigenen Amtsbezirk / Aufgaben wie Konzeption des Nahverkehrs und der Stadtentwicklung mussten von der Gemeinde gelöst werden
1919Die Hochbahn plant erstmals eine U-Bahn-Anbindung für Bramfeld (Anfang der 1920er-Jahre wieder verworfen)
19287171 Einwohner / Bramfeld ist zum Arbeiter- und Angestelltenwohnbezirk geworden / Siedlungsbau begann / Bramfeld war das zweitgrößte Gemüseanbaugebiet nach den Vier- und Marschlanden / Desolater Zustand der Gemeindefinanzen / Aufgaben wie Kanalisation, Gewerbeaufsicht, Verkehrsentwicklung und Flächennutzungsplanung überforderten die Gemeindeverwaltung und konnten nicht befriedigend mit den größeren Nachbarn Wandsbek und Hamburg abgestimmt werden
1937Im Zuge des Groß-Hamburg-Gesetzes wurde Bramfeld nach Hamburg eingemeindet / Da Bramfeld seit 1918 ein „roter“ Stadtteil war, kam es 1933 mit der Machtübernahme der Nazis zu Exzessen gegenüber Sozialdemokraten und Kommunisten / 1941–1944 wurde die Maimoorsiedlung unter Federführung der „Neuen Heimat“ mit holländischen Zwangsarbeitern errichtet
1948Bramfeld erhält Straßenbahnanschluss, Linie 9: (Flughafen)-Hauptbahnhof-Barmbek-Bramfeld
1949Im Rahmen der Bezirksverwaltungsreform kam Bramfeld zum Bezirk Wandsbek und bildete mit Steilshoop einen Ortsamtsbereich / 24 418 Einwohner 1950 / Weiterer Siedlungsbau wie die Gartenstadt Hohnerkamp (1953) und die Hegholt-Siedlung (1960)
1959Der Otto-Versand kam nach Bramfeld und wurde bald zum größten Arbeitgeber im Stadtteil / Der alteingesessene Handwerksbetrieb von Max Bahr (seit 1879 in Bramfeld) entwickelte sich zu einem der größten Baumärkte in Deutschland / Bramfeld wandelte sich vom Arbeiter- zum Angestelltenstadtteil
196556 663 Einwohner / Die Hochbahn stellt die Straßenbahnstrecke zwischen Hauptbahnhof und Bramfeld ein
1967Der dörfliche Charakter mit Strohdachhäusern und Dorfteich verschwand endgültig mit dem Karstadt-Neubau / Ausbau der Bramfelder Chaussee zerschnitt den Stadtteil
1980Umdenken bezüglich Stadtentwicklung setzte ein / Der Verlust des Ortszentrums wurde bedauert, Verkehrszunahme kritisiert, Alternativplanungen in Auftrag gegeben
1992Gründung „Runder Tisch für Bramfeld“ anlässlich der Planung des Pavillondorfes für Asylbewerber/Flüchtlinge
1993Gründung der Stadtteilkonferenz
1996–1999Fertigstellung einer privaten Öko-Siedlung und einer Solar-Muster-Siedlung der HGW auf der Karlshöhe / 50 038 Einwohner (1998)
2002Vorlage des Rahmenplankonzeptes zur Zukunft des Bramfelder Ortskerns, das aus drei Planungswerkstätten hervorgegangen ist
2003Brakula und Nebengebäude werden auf Initiative des Stadtteilarchivs unter Denkmalschutz gestellt
2006GbR Kulturinsel Bramfeld gegründet, die die konkrete Umsetzung des Projektes Kulturinsel in Angriff nimmt

## Statistik
- Anteil der unter 18-Jährigen: 15,4 % [Hamburger Durchschnitt: 16,8 % (2023)][4]
- Anteil der Haushalte mit Kindern: 16,7 % [Hamburger Durchschnitt: 17,8 % (2023)][4]
- Anteil der über 64-Jährigen: 21,3 % [Hamburger Durchschnitt: 17,8 % (2023)][4]
- Ausländeranteil: 16,5 % [Hamburger Durchschnitt: 20,7 % (2023)][4]
- Anteil von Leistungsempfängern nach SGB II: 9,8 % [Hamburger Durchschnitt: 10,0 % (2023)][4]
- Arbeitslosenquote: 6,5 % [Hamburger Durchschnitt: 6,2 % (2023)][4]

Die durchschnittlichen jährlichen Einkünfte pro Steuerpflichtigen betrugen in Bramfeld im Jahre 2020 etwa 38.120 Euro und sind niedriger als der Hamburger Durchschnitt (48.035 Euro).

### Einwohnerentwicklung
- 1935: 10.173
- 2000: 50.426
- 2005: 49.985
- 2010: 50.510
- 2015: 51.115[5]
- 2023: 53.220[4]

## Politik
Für die Wahl zur Hamburgischen Bürgerschaft gehört Bramfeld zum Wahlkreis Bramfeld – Farmsen-Berne. Die letzten Wahlen führten zu folgenden Ergebnissen:
| Bürgerschafts- wahl | Bramfeld | Bramfeld | Bramfeld | Bramfeld | Bramfeld | Bramfeld | Bramfeld  |
| Bürgerschafts- wahl | SPD      | CDU      | Grüne 1) | AfD      | Linke 2) | FDP      | Übrige    |
| ------------------- | -------- | -------- | -------- | -------- | -------- | -------- | --------- |
| 2025                | 37,8 %   | 24,2 %   | 11,2 %   | 10,8 %   | 07,8 %   | 01,3 %   | 06,9 %    |
| 2020                | 47,2 %   | 09,9 %   | 17,6 %   | 08,1 %   | 07,3 %   | 03,5 %   | 06,4 %    |
| 2015                | 54,5 %   | 13,7 %   | 07,5 %   | 07,9 %   | 06,9 %   | 05,7 %   | 03,8 %    |
| 2011                | 54,9 %   | 20,3 %   | 08,0 %   | –        | 08,3 %   | 05,4 %   | 06,5 %    |
| 2008                | 35,0 %   | 44,3 %   | 06,5 %   | –        | 06,7 %   | 04,4 %   | 03,1 %    |
| 2004                | 32,5 %   | 49,2 %   | 07,5 %   | –        | –        | 02,9 %   | 07,9 %    |
| 2001                | 39,6 %   | 24,5 %   | 05,3 %   | –        | 00,2 %   | 04,3 %   | 26,1 % 3) |
| 1997                | 40,5 %   | 29,4 %   | 09,1 %   | –        | 00,4 %   | 03,0 %   | 17,6 % 4) |
| 1993                | 45,8 %   | 22,4 %   | 10,2 %   | –        | –        | 03,4 %   | 18,2 % 5) |
| 1991                | 53,5 %   | 32,9 %   | 05,0 %   | –        | –        | 04,5 %   | 04,1 %    |
| 1987                | 49,5 %   | 39,5 %   | 04,6 %   | –        | –        | 05,5 %   | 00,8 %    |
| 1986                | 46,7 %   | 40,9 %   | 07,5 %   | –        | –        | 03,8 %   | 01,1 %    |

Bei den Wahlen zur Bezirksversammlung ist der Stadtteil auf die Wahlkreise Farmsen-Berne, Bramfeld-Nord und Bramfeld-Süd, Steilshoop aufgeteilt. Bei Bundestagswahlen zählt Bramfeld zum Bundestagswahlkreis Hamburg-Wandsbek.

## Kultur und Sehenswürdigkeiten

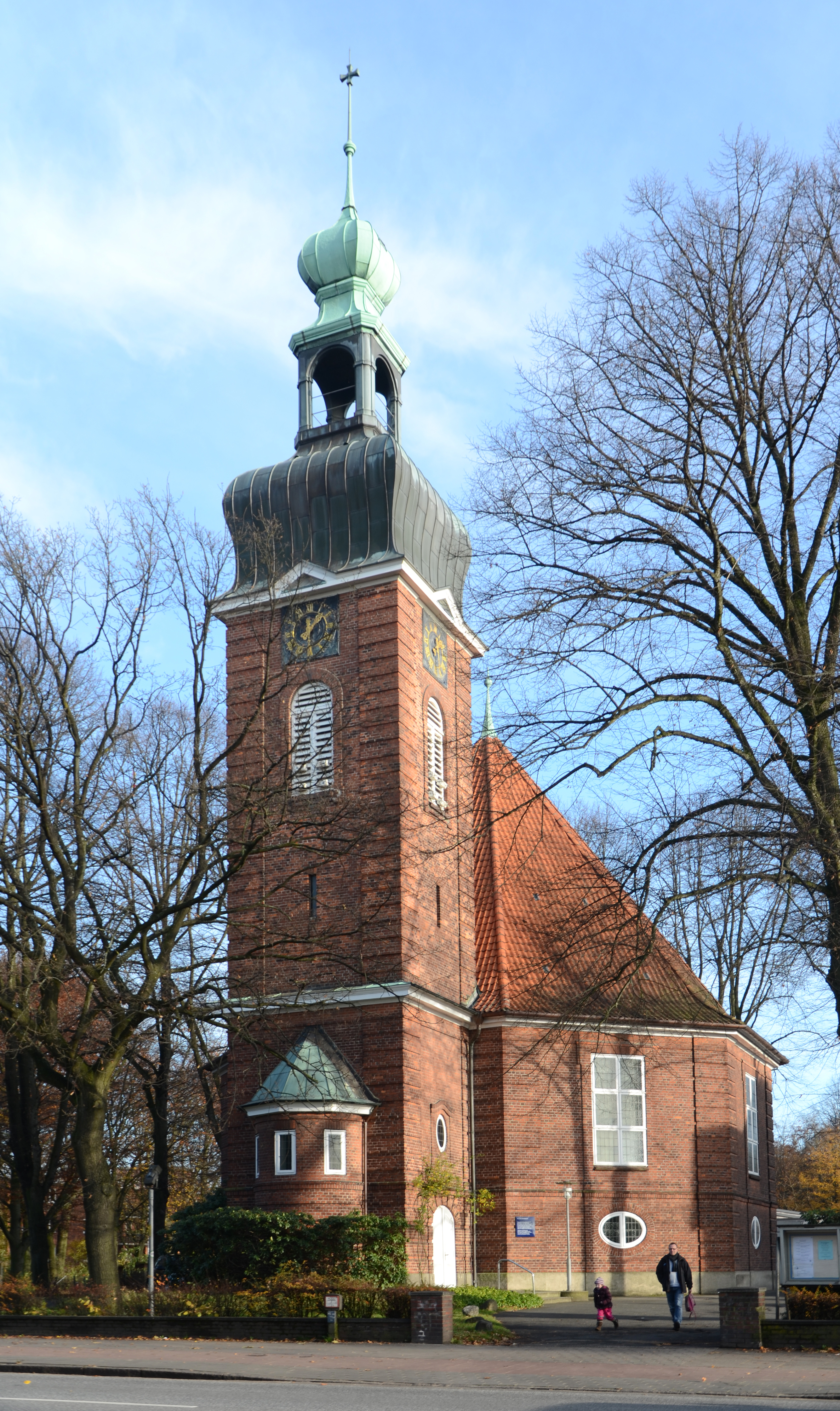
Die Osterkirche

### Osterkirche
Der Kirchenbau entstand 1913/1914 nach Plänen von Wilhelm Voigt. Äußerlich der architektonischen Heimatschutzbewegung zuzuordnen, entspricht die innere Gliederung und Gestaltung als Zentralbau der Reformbewegung des lutherischen Kirchenbaus um die Jahrhundertwende. Gestalterische Vorbilder waren Kirchenbauten aus dem 18. Jahrhundert in Rellingen und Niendorf. Das Pastorat schuf 1908 C.W. Gundlach.

### Altes Schulgebäude
Das Schulhaus entstand 1888–89 als Ersatz für die alte Schulkate.

### Brakula
Das Stadtteilkulturzentrum Bramfelder Kulturladen, kurz Brakula, befindet sich in einem 1887 erbauten Bauernhaus.

### Gemeindeverwaltung
Als Gebäude der Gemeindeverwaltung errichtete man 1911–1912 das „Rathaus“ nach Plänen von Peter Claussen.

### Siedlung Hohnerkamp
Die Siedlung mit 1530 Wohnungen wurde 1953–1954 nach Plänen von Hans Bernhard Reichow erbaut.
Sie ist eingebettet in eine großzügig angelegte Grün- und Gartenanlage.
Als in den 1980er Jahren erheblicher Renovierungsbedarf entstanden war, entschied die Wohnungsbaugesellschaft SAGA, dass ein Abriss und anschließender Neubau rentabler sei. Dies rief erheblichen Bürgerprotest und Hausbesetzungen hervor. Seit 1987 stehen die Fassaden der Gebäude unter Denkmalschutz. Im Jahre 2004 wohnten noch rund 150 Menschen seit den Tagen des Erstbezugs in ihrer Siedlung.

„… erstmals ein kompromisslos nach Südwesten orientierter Wohnungsbau, erstmals eine konsequente Trennung des Fuß- und Radverkehrs vom Autoverkehr und schließlich (fast) zum ersten Mal der vom sozialen Engagement zeugende Versuch zur sozialen Mischung durch die Kombination unterschiedlicher Bautypen, wie zweigeschossige Reihenhäuser, dreigeschossige Mietwohnungszeilen und sechsgeschossige ‚Punkthäuser‘ in vielfältiger Gruppierung.
Seine unverwechselbare Gestalt erlangte der Hohnerkamp durch die besondere Handschrift seines Architekten, Hans Bernhard Reichow, mit seinen Vorstellungen von einer ‚organischen‘ Stadtbaukunst, die alle rational hergeleitete Rechtwinkligkeit entschieden ablehnte und uns so ein faszinierendes Beispiel des fließenden und geschwungenen Raumes hinterlassen hat.“

### Bauwerke

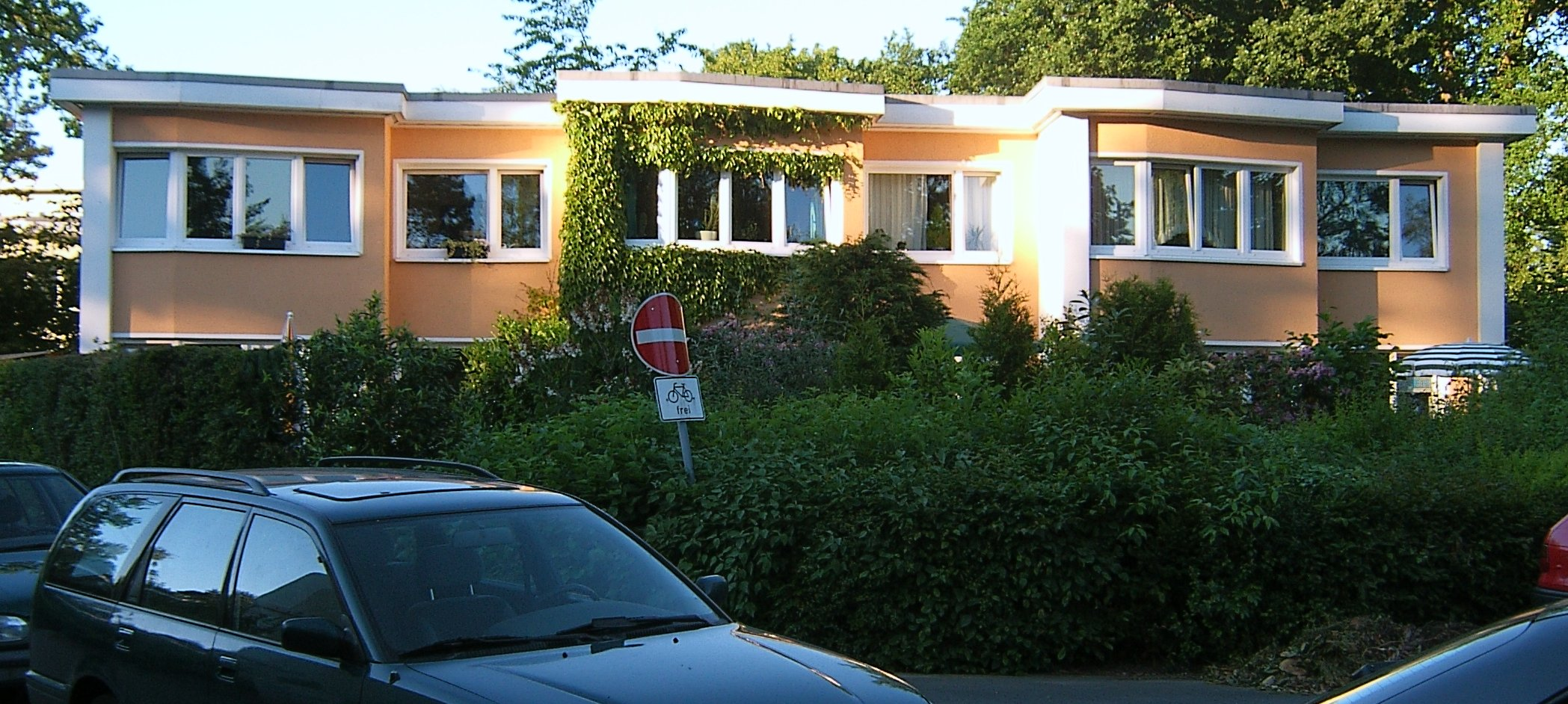
Hohnerkamp-Reihenhäuser in den Original-Pastellfarben der 1950er Jahre.
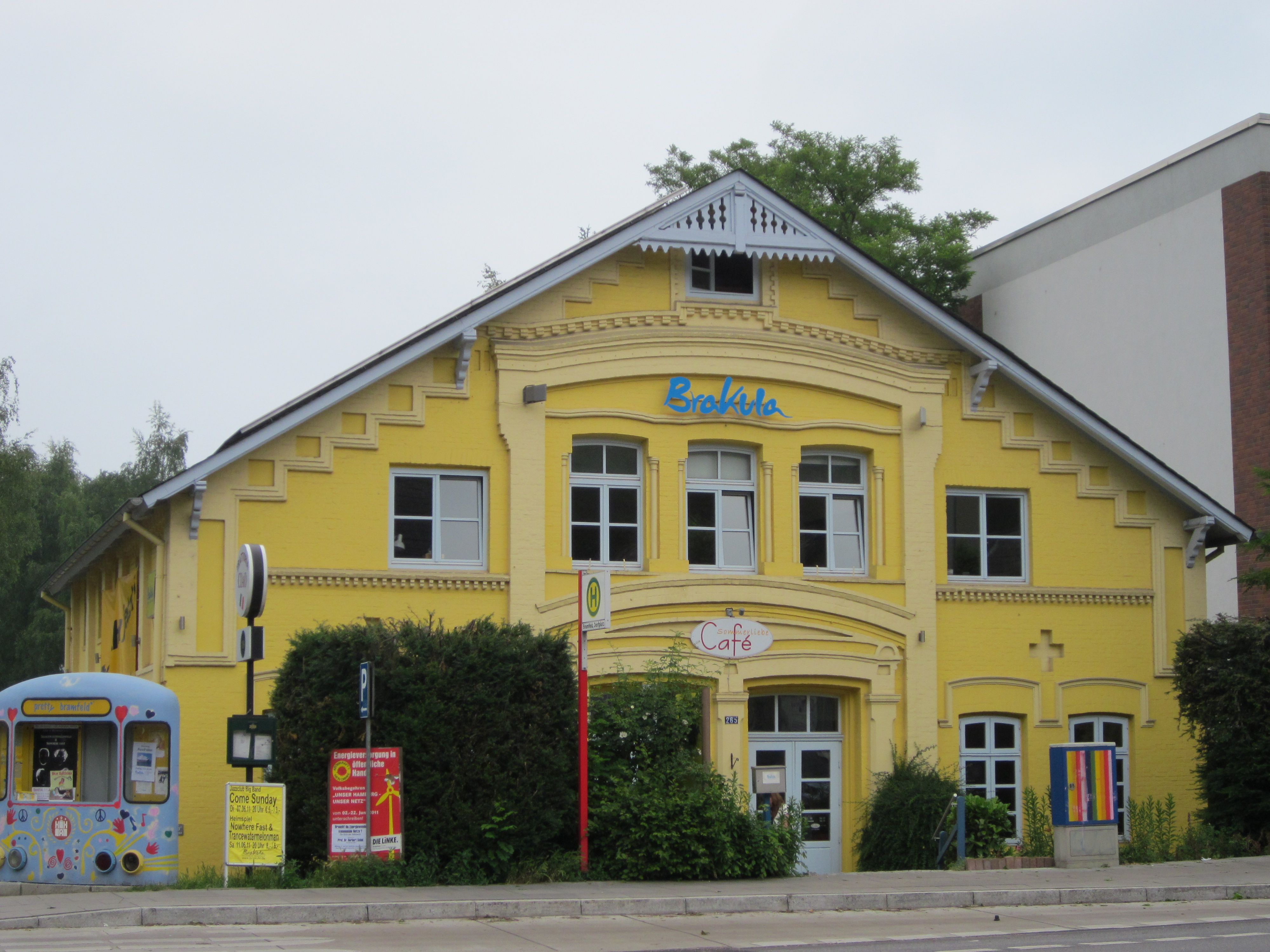
An der Chaussee: Das heutige Brakula, Kultur statt Landwirtschaft
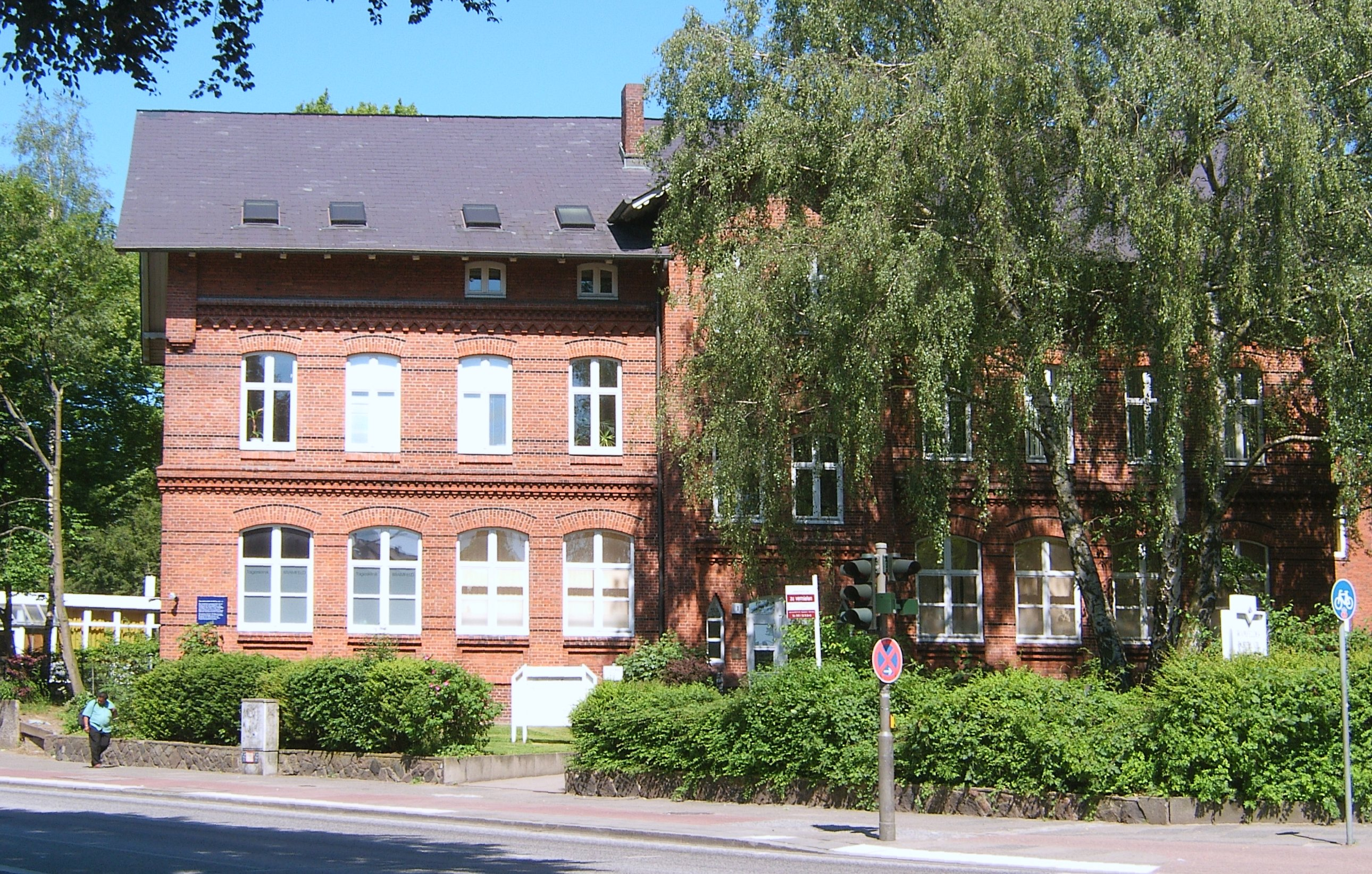
Dorfplatz: Altes Schulgebäude
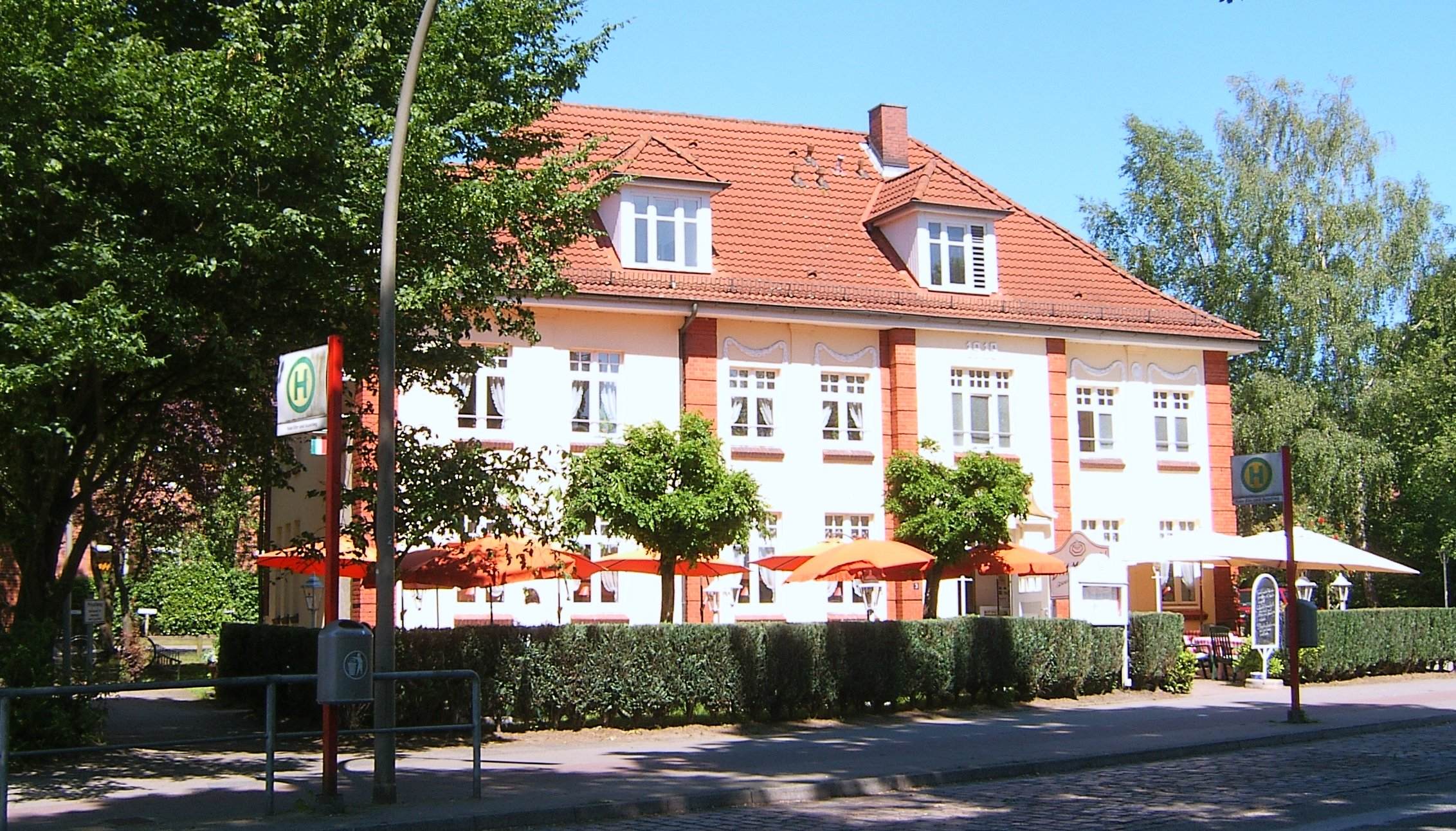
Dorfplatz: „Rathaus“, heute Gasthof

## Wirtschaft und Infrastruktur

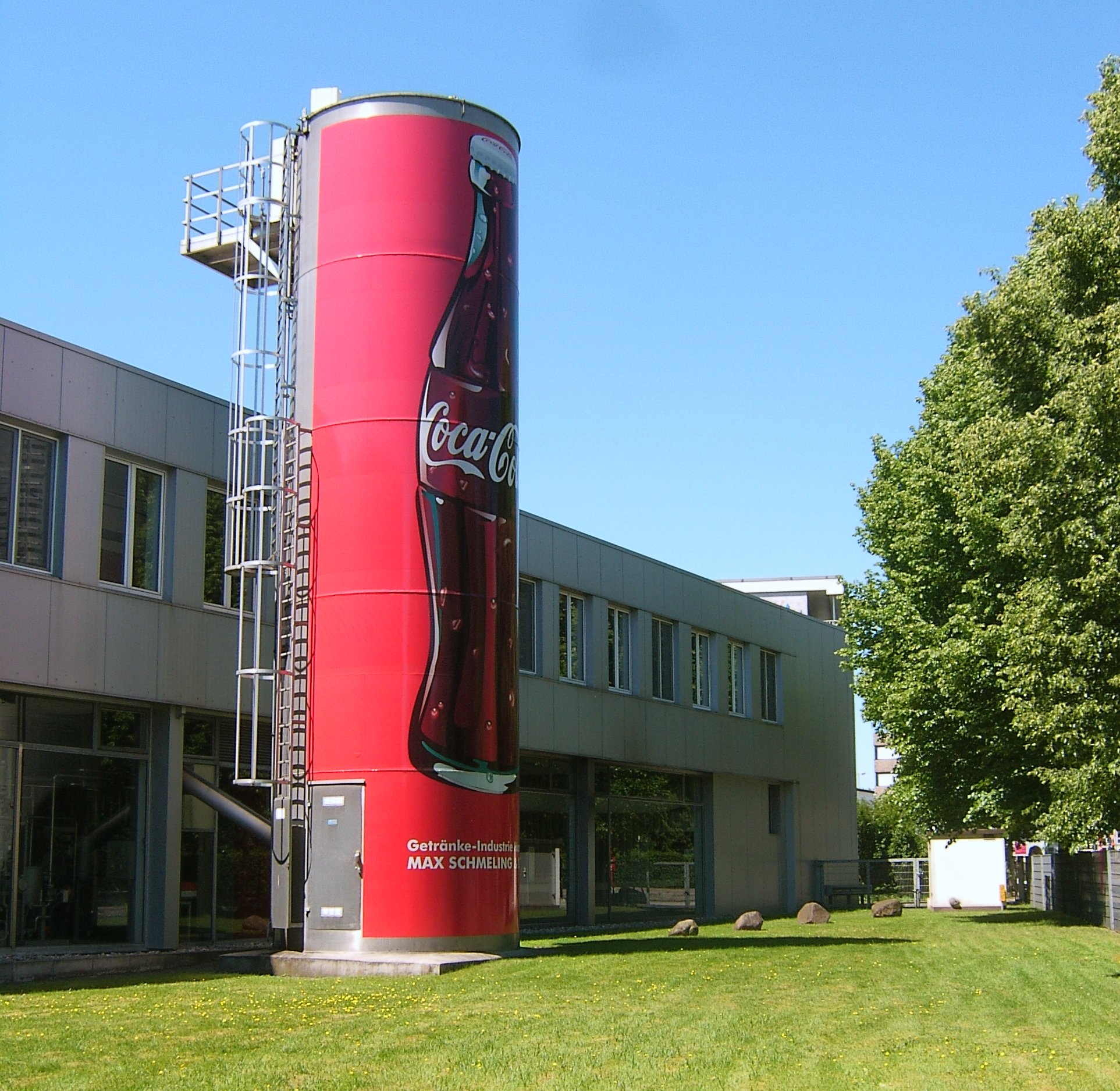
Coca-Cola-Abfüllwerk

### Ansässige Unternehmen
Der Otto-Versand hat seine Zentrale in Bramfeld. Die Baumarkt-Kette Max Bahr betrieb bis zur Insolvenz im Stadtteil einen ihrer größten Baumärkte, der von Bauhaus übernommen wurde, und hatte in der Bramfelder Chaussee früher auch ihren Stammsitz (der nach Wandsbek verlegt wurde). Sie ist aus einem traditionsreichen Schreiner-Betrieb (seit dem 18. Jahrhundert im Dorf nachgewiesen) entstanden. Die Stammfiliale wurde 1879 eröffnet.
Über 25 Jahre gab es direkt am Dorfplatz das Spiel + Hobby Haus Hartfelder. „Attraktion“ dieses Geschäfts war eine elektrisch betriebene Eisenbahn, die per Handsensor an der Glasscheibe des Schaufensters gestartet wurde.
Vattenfall Europe (ehemals HEW) AG unterhielt in Bramfeld einen großen Betriebshof (Fuhrpark, Zählerwesen etc.) und ein Ausbildungszentrum. Die Stromnetz Hamburg hat ihren Unternehmenssitz an der Bramfelder Chaussee.
Seit Juni 2022 hat die IT-Firma akquinet ihre Hauptverwaltung in Bramfeld.
Außerdem betreibt die Max Schmeling GmbH an der Wandsbeker Straße eine Coca-Cola-Abfüll- und Vertriebsanlage für Norddeutschland. Die Musikgruppe Scooter hatte beim Bramfelder Dorfplatz über einer Konditorei ihr Produktionsstudio. Scooter-Frontmann H. P. Baxxter lebte die längste Zeit seines Lebens in Bramfeld.

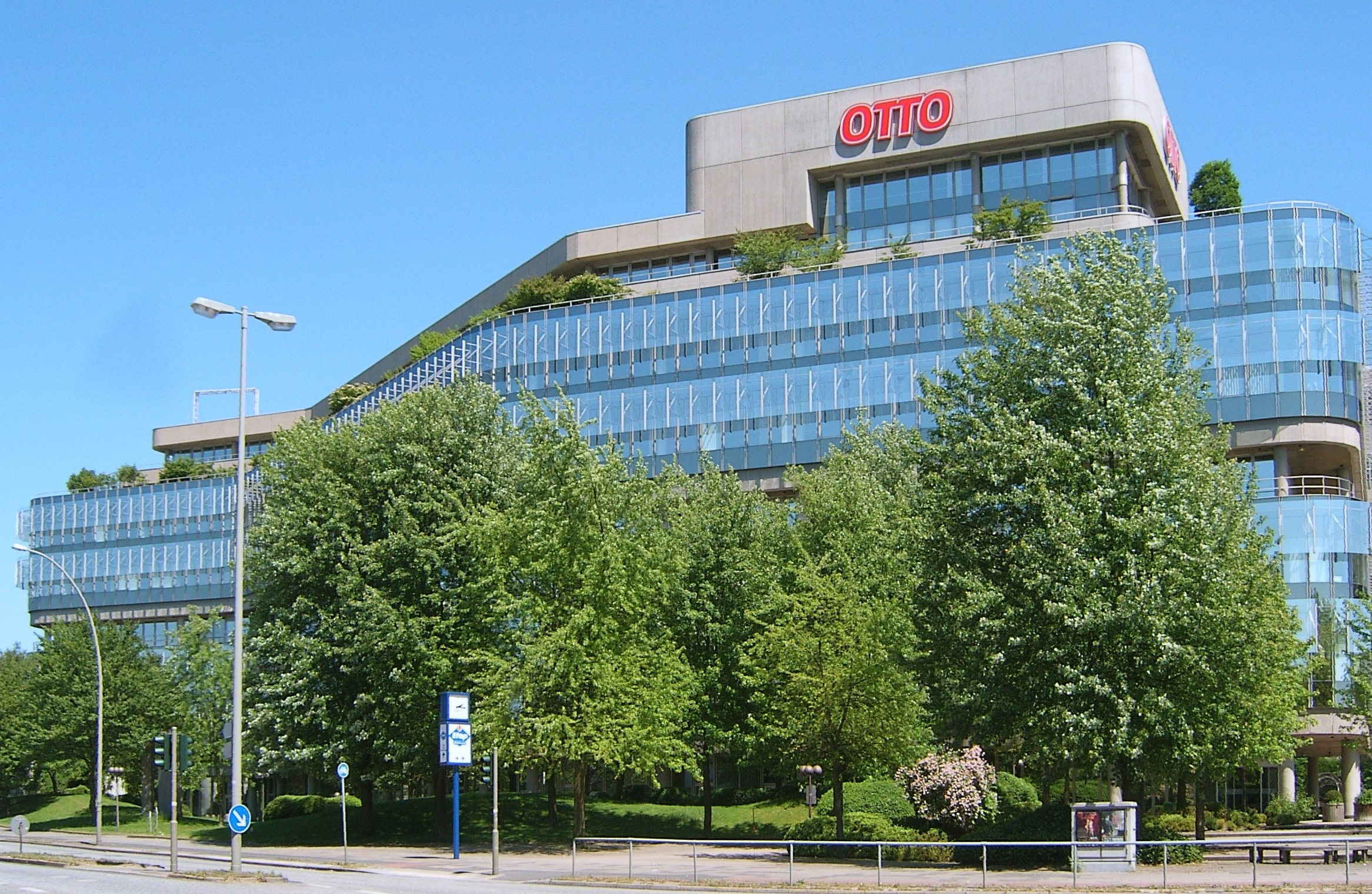
OTTO-Verwaltung
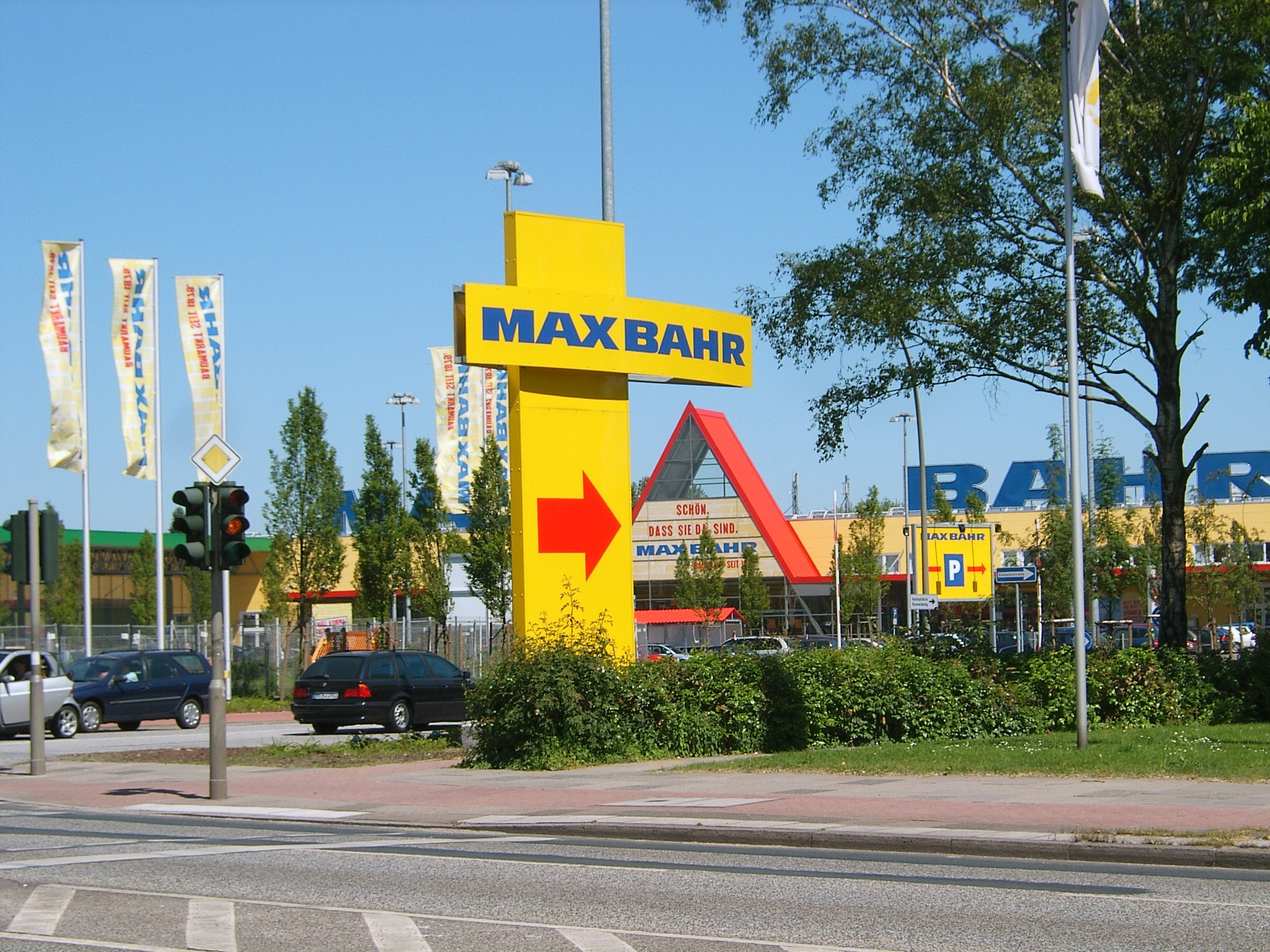
MAX BAHR

### Verkehr
Die wichtigste Verkehrsachse ist die mehrspurig ausgebaute Bramfelder Chaussee (ehemals B 434), die den Stadtteil von Süden nach Norden vollständig durchzieht.
Trotz seiner hohen Bevölkerungszahl sind große Teile Bramfelds im ÖPNV lediglich durch Buslinien angebunden. Lediglich am äußersten Südrand des Stadtteils sind einige Siedlungen in fußläufiger Entfernung zu einigen Haltestellen der U-Bahn, die kurz hinter der Stadtteilgrenze verläuft.
Eine seit 1948 vorhandene Straßenbahn (Linie 9) wurde bereits 1965 wieder eingestellt. Es gab mehrfach Pläne, das Gebiet durch eine Stadtbahn zu erschließen. Die Planungen wurden jeweils wieder eingestellt. 2014 präferierte der Hamburger Senat den Bau der U-Bahn-Linie U5 vom U-Bahnhof Sengelmannstraße über Steilshoop zum Bramfelder Dorfplatz bis Ende der 2020er Jahre. Die U-Bahn-Haltestelle hierfür soll unter dem Bramfelder Dorfplatz entstehen.

### Öffentliche Einrichtungen
Als öffentliche Einrichtungen gibt es dort das Bürgeramt Bramfeld, eine Wache der Freiwilligen Feuerwehr und das Polizeikommissariat 36. Es gibt auch dort viele Schulen (Johannes-Brahms-Gymnasium (umbenannt von Gymnasium Bramfeld), Gymnasium Grootmoor, Gymnasium Osterbek, Stadtteilschule Bramfeld, Eenstock etc.). An der Fabriciusstraße liegt das Hallenbad Bramfeld. Dieses entging im Zuge der Bäderland-Sanierung 2005 knapp der Schließung, gegen die Bürger vorher stark protestierten.

## Persönlichkeiten
- Fritz Kahl (1859–1942), Gewerkschafter und Politiker
- Werner Pinzner (1947–1986), Mörder, der als St.-Pauli-Killer bekannt wurde
- Jens-Peter Schwieger (* 1953), Gewerbelehrer und Politiker (SPD), lebt in Bramfeld
- Shirin David (* 1995), deutsche Rapperin, Sängerin und Webvideoproduzentin[7]
- Merlin Polzin (* 1990), deutscher Fußballtrainer